# Iran na Letnich Igrzyskach Olimpijskich 1972
Iran na Letnich Igrzyskach Olimpijskich 1972 reprezentowało 48 zawodników, tylko mężczyzn. Był to siódmy oficjalny start reprezentacji Iranu na letnich igrzyskach olimpijskich (w 1900 roku miał miejsce start nieoficjalny – jeden irański szermierz startował na igrzyskach w Paryżu).
Na tych igrzyskach Irańczycy zdobyli trzy medale – dwa srebrne i jeden brązowy.

## Zdobyte medale
| Medal  | Zawodnik        | Dyscyplina           | Konkurencja         |
| ------ | --------------- | -------------------- | ------------------- |
| Srebro | Rahim Aliabadi  | Zapasy               | styl kl., do 48 kg  |
| Srebro | Mohammad Nasiri | Podnoszenie ciężarów | do 56 kg            |
| Brąz   | Ibrahim Javadi  | Zapasy               | styl wol., do 48 kg |

## Skład reprezentacji

### Boks
Źródło:
- Manuchehr Bahmani – waga kogucia (−54 kg): odpadł w drugiej rundzie (17T),
- Jabar Feli – waga piórkowa (−57 kg): odpadł w drugiej rundzie (17T),
- Hassan Eghmaz – waga lekka (−60 kg): odpadł w drugiej rundzie (17T),
- Nosra Vakil Monfard – waga lekkopółśrednia (−63,5 kg): odpadł w pierwszej rundzie (17T),
- Vartex Parsanian – waga półśrednia (−67 kg): odpadł w trzeciej rundzie (9T).

### Kolarstwo
Źródło:
- Khosro Haghgosha, Mohamed Khodavand, Gholam Hossein Koohi, Behrouz Rahbar – drużynowa jazda na czas: 32. miejsce,
- Behrouz Rahbar – 1000 m na czas: 28. miejsce,
- Khosro Haghgosha – wyścig indywidualny na dochodzenie: 25. miejsce (odpadł w kwalifikacjach),
- Khosro Haghgosha, Mohamed Khodavand, Gholam Hossein Koohi, Behrouz Rahbar – wyścig drużynowy na dochodzenie: 22. miejsce (odpadli w kwalifikacjach).

### Lekkoatletyka
Źródło:
- Farhan Navab – 100 m: odpadł w eliminacjach,
- Reza Entezari – 400 m: odpadł w ćwierćfinale,
- Reza Entezari – 800 m: odpadł w eliminacjach,
- Teymour Ghiassi – skok wzwyż: 25. miejsce (odpadli w kwalifikacjach).

### Piłka nożna
Źródło:
- Akbar Kargar Jam, Ali Jabbari, Ali Parvin, Ali Reza Azizi, Asghar Sharafi, Ebrahim Ashtiyani, Gholam Vafakhah, Jafar Kashani, Javad Ghorab, Majid Halvaie, Mahmoud Khordbeen, Mansour Rashidi, Mehdi Monajati, Mehdi Lavasani, Mohammad Sadeghi, Parviz Qelichkhani, Safar Iranpak – 9T. miejsce (odpadli w fazie grupowej).

### Podnoszenie ciężarów
Źródło:
- Arjomand Mohamed Nasehi – do 52 kg: zdyskwalifikowany za doping (efedryna),
- Mohammad Nasiri – do 56 kg: 2. miejsce,
- Nasrollah Dehnavi – do 67,5 kg: 5. miejsce.

### Szermierka
Źródło:
- Ali Asghar Pashapour-Alamdari – floret indywidualnie: odpadł w pierwszej rundzie,
- Ali Asghar Pashapour-Alamdari – szpada indywidualnie indywidualnie: odpadł w pierwszej rundzie,
- Pirouz Adamiyat – szpada indywidualnie indywidualnie: odpadł w pierwszej rundzie.

### Zapasy
Źródło:
Styl klasyczny
- Rahim Aliabadi – do 48 kg: 2. miejsce,
- Mahdi Houryar – do 52 kg: wyeliminowany po 2 z 6 pojedynków,
- Firouz Alizadeh – do 57 kg: wycofał się w trakcie zawodów,
- Mohammad Dalirian – do 68 kg: wyeliminowany po 3 z 6 pojedynków.

Styl wolny
- Ibrahim Javadi – do 48 kg: 3. miejsce,
- Mohammad Ghorbani – do 52 kg: wycofał się w trakcie zawodów,
- Ramezan Cheder – do 57 kg: 7. miejsce,
- Shamseddin Seyyed Abbasi – do 62 kg: 5. miejsce,
- Abdullah Movahed – do 68 kg: wycofał się w trakcie zawodów,
- Mansur Barzegar – do 74 kg: 5.T miejsce,
- Ali Hagilou – do 82 kg: wyeliminowany po 3 z 6 pojedynków,
- Reza Khorrami – do 90 kg: 5.T miejsce,
- Abolfazl Anvari – do 100 kg: wyeliminowany po 4 z 6 pojedynków,
- Moslem Eskandar Filabi – powyżej 100 kg: 4. miejsce.